# What’s Going On (piosenka)
What’s Going On – piosenka soulowa stworzona na jedenasty album studyjny amerykańskiego piosenkarza Marvina Gaye’a pod tym samym tytułem (1971). Wyprodukowany przez samego wykonawcę, utwór wydany został jako inauguracyjny singel promujący krążek dnia 20 stycznia 1971 roku.
Kompozycja stanowi rozważania autorów nad problemami świata, w tym aspektów związanych z trudną wówczas polityką. Utwór nie tylko spotkał się z przychylnym odbiorem krytyków i słuchaczy soulu i R&B, ale został też przebojem. Czasopismo Metro Times przypisało szlagierowi pozycję numer jeden w swym rankingu najlepszych piosenek wszech czasów; magazyn Rolling Stone okrzyknął „What’s Going On” czwartym najlepszym utworem muzycznym, jaki kiedykolwiek wydano. Piosenka została podmiotem licznych coverów.

## Informacje o utworze
Napisany przez Marvina Gaye’a, Ala Clevelanda oraz Renaldo „Obie’go” Bensona, utwór „What’s Going On” nagrywany był 10 czerwca 1970 roku w Hitsville U.S.A. – pierwszej siedzibie wytwórni płytowej Motown Records (Tamla). Treść utworu stanowi rozważania trojga jego autorów nad problemami doby lat siedemdziesiątych, jak i ogólną kondycją świata. Inicjatora piosenki, Renaldo Bensona, do jej napisania zainspirowało aresztowanie młodego mężczyzny z San Francisco, jawnie protestującego przeciw działaniom amerykańskim na wojnie w Wietnamie.
Utwór stanowi osobisty zapis przemyśleń Gaye’a, przez co odchodzi od stylistyki muzycznej, jaką prezentował on w latach 60.
Singel miał swoją premierę 20 stycznia 1970 roku na antenie jednej z popularnych stacji radiowych w Los Angeles.

## Twórcy
- Główne wokale: Marvin Gaye
- Instrumenty: The Funk Brothers, The Detroit Symphony Orchestra
- Aranżacja: David Van De Pitte
- Producent: Marvin Gaye
- Wokale wspierające: Mel Farr, Lem Barney

## Pozycje na listach przebojów
| Kraj              | Notowanie (1971)         | Wydawca   | Najwyższa pozycja |
| ----------------- | ------------------------ | --------- | ----------------- |
| Stany Zjednoczone | Billboard Hot 100        | Billboard | 2                 |
| Stany Zjednoczone | Hot Selling Soul Singles | Billboard | 1                 |
| Stany Zjednoczone | Cash Box Top 100         | Cashbox   | 1                 |

## Wersja Cyndi Lauper
W 1986 roku amerykańska wokalistka Cyndi Lauper nagrała popową wersję piosenki, którą zamieściła na swoim drugim albumie studyjnym pt. True Colors (opublikowanym również w 1986). Wyprodukowany Lauper oraz Lennie Petze, utwór wydany został jako trzeci singel promujący krążek 16 stycznia 1987 roku.

### Informacje o utworze oraz teledysku
Albumowa wersja utworu rozpoczyna się serią strzałów z karabinu, nawiązując do wojny wietnamskiej, w okresie której powstał pierwowzór szlagieru w wykonaniu Gaye’a. Mimo iż sam singel przyniósł Lauper umiarkowany sukces komercyjny („What’s Going On” zajął miejsce #12 na Billboard Hot 100, tym samym jako pierwsze wydawnictwo singlowe z albumu True Colors nie zdobywając pozycji w Top 10 listy), powstały do niego teledysk zyskał popularność i stał się przebojem MTV. W 1987 klip nominowano do nagrody MTV Video Music w kategorii najlepsze zdjęcia.

### Pozycje na listach przebojów
| Kraj/region       | Notowanie (1987)                  | Wydawca              | Najwyższa pozycja |
| ----------------- | --------------------------------- | -------------------- | ----------------- |
| Australia         | Top 100 Singles                   | ARIA Charts          | 52                |
| Holandia          | Mega Single Top 100               | MegaCharts           | 39                |
| Niemcy            | Top 100 Singles                   | Media Control Charts | 46                |
| Nowa Zelandia     | Top 40 Singles                    | RIANZ                | 30                |
| Stany Zjednoczone | Billboard Hot 100                 | Billboard            | 12                |
| Stany Zjednoczone | Hot Dance Club Songs              | Billboard            | 17                |
| Stany Zjednoczone | Hot Dance Music Maxi Single Sales | Billboard            | 7                 |
| Stany Zjednoczone | Cash Box Top 100                  | Cashbox              | 15                |
| Wielka Brytania   | UK Singles Chart                  | OCC                  | 57                |

## Wersja Artists Against AIDS Worldwide
30 października 2001 roku wydany został remix album What’s Going On. Jako wykonawców albumu podano grupę Artists Against AIDS Worldwide, na którą złożyli się popularni wówczas artyści muzyczni, wspólnie zbierający fundusze na walkę z AIDS. Jermaine Dupri i Bono wyprodukowali singel promujący wydawnictwo, cover utworu Marvina Gaye’a.
Wśród artystów wykonujących wspólnie singlowy utwór „What’s Going On” znaleźli się: Christina Aguilera, Britney Spears, Backstreet Boys, Mary J. Blige, Bono, Sean Combs, Destiny’s Child, Jermaine Dupri, Fred Durst, Eve, Gwen Stefani, Nelly Furtado, Nona Gaye, Darren Hayes, Wyclef Jean, Alicia Keys, Aaron Lewis, Jennifer Lopez, Nas, Ja Rule, Nelly, *NSYNC, Michael Stipe, Usher, a także Chris Martin (tylko w The London Version), The Edge (The London Version), Elijah Blue (Reality Check Mix), Perry Farrell (Reality Check Mix), Scott Weiland (Reality Check Mix), Wes Scantlin (Reality Check Mix), Monica (Dupri R&B Mix), Lil’ Kim (Dupri R&B Mix), Jagged Edge (Dupri R&B Mix), TLC (Dupri R&B MIx), Faith Evans (Neptunes Mix), Angie Martinez (Neptunes Mix), Da Brat (Neptunes Mix), Fabolous (Neptunes Mix), LL Cool J (Neptunes Mix), Mobb Deep (Neptunes Mix), Noreaga (Neptunes Mix), Queen Latifah (Neptunes Mix), Royce da 5'9" (Neptunes Mix) i Sonja Blade (Neptunes Mix).

### Teledysk
Teledysk do utworu „What’s Going On” wyreżyserował Jake Scott. Jego premiera nastąpiła w październiku 2001 roku. W wideoklipie występują artyści wykonujący piosenkę, wszyscy z przepaskami na oczach. Klip dostępny jest na albumie DVD The Making of What’s Going On. Alternatywna wersja teledysku emitowana była przez MTV w programie Total Request Live.

### Listy utworów i formaty singla
CD maxi album
1. „What’s Going On” (Dupri Original Mix) – 4:20
2. „What’s Going On” (The London Version) – 3:57
3. „What’s Going On” (Moby’s Version) – 4:38
4. „What’s Going On” (Fred Durst’s Reality Check Mix) – 5:16
5. „What’s Going On” (Mangini/Pop Rox Mix) – 5:50
6. „What’s Going On” (Mick Guzauski’s Pop Mix) – 4:09
7. „What’s Going On” (Dupri R&B Mix) – 4:45
8. „What’s Going On” (The Neptunes This One’s for You Mix) – 5:00
9. „What’s Going On” (Junior Vasquez’s Club Mix) – 9:34

Vinyl maxi album
1. „What’s Going On” (MK Mix) – 6:52
2. „What’s Going On” (The London Version) – 3:57
3. „What’s Going On” (MK Kitchen-Aid Dub) – 6:27
4. „What’s Going On” (Dupri Alternate Extended Mix) – 4:46

### Pozycje na listach przebojów
| Kraj/region       | Notowanie (2001)         | Wydawca   | Najwyższa pozycja |
| ----------------- | ------------------------ | --------- | ----------------- |
| Stany Zjednoczone | Billboard Hot 100[A]     | Billboard | 27                |
| Stany Zjednoczone | Hot R&B/Hip-Hop Songs[B] | Billboard | 76                |
| Włochy            | Top 50 Singles           | FIMI      | 7                 |

Adnotacje
- A^ Notowany był remiks utworu, wersja The Neptunes Mix.
- B^ Notowany był remiks utworu, wersja The Jermaine Dupri Mix.

## Inne wersje
Powstało wiele innych coverów utworu „What’s Going On”. Własne wersje piosenki nagrali popularni artyści, wśród których byli: Quincy Jones, Donny Hathaway, Jimmy McGriff, Off Course, Big Youth, Harvey Mason, Weather Report, Richie Havens, Stanley Jordan, Peter White, Los Lobos, Hall & Oates, Everette Harp, Profyle, Coldplay, Zebrahead, Chaka Khan, Lee Ritenour, Michael McDonald, A Perfect Circle, Bebi Dol, Joe Cocker, Jason Miles, Frankie Gaye.